# إبراهيم يلماز
إبراهيم يلماز (بالتركية: İbrahim Yılmaz) (6 فبراير 1994 بالفاتح في تركيا - ) هو لاعب كرة قدم تركي في مركز الهجوم. شارك مع منتخب تركيا تحت 17 سنة لكرة القدم ومنتخب تركيا تحت 19 سنة لكرة القدم ومنتخب تركيا تحت 20 سنة لكرة القدم. أما مع النوادي، فقد لعب مع ألتينوردو وشانلي أورفا سبور ونادي إسطنبول باشاكشهر وDarıca Gençlerbirliği ‏.

## وصلات خارجية
- إبراهيم يلماز على موقع الاتحاد الدولي (مؤرشف)  (الإنجليزية)
- إبراهيم يلماز على موقع الاتحاد الأوربي (الإنجليزية)
- إبراهيم يلماز على موقع اتحاد تركيا (لاعب) (الإنجليزية)
- إبراهيم يلماز على موقع قاعدة بيانات كرة القدم.إي يو (الإنجليزية)
- إبراهيم يلماز على موقع عالم كرة القدم.نت (الإنجليزية)